# Estonian Air
Pour les articles homonymes, voir ELL.
Estonian Air (Code AITA : OV ; code OACI : ELL) était la compagnie aérienne nationale d’Estonie, possédée à 97,34 % par le gouvernement estonien. Basée à Tallinn, elle desservait 11 destinations avant sa fermeture et a transporté 887 563 passagers en 2012 (dont 1 500 en charter). Elle a fait faillite en novembre 2015.

## Histoire
Estonian Air a été fondée comme compagnie nationale le 1er décembre 1991, immédiatement après le rétablissement de l’indépendance estonienne. Ses premières destinations sont Francfort, Helsinki, Moscou, Kiev ou Vilnius entre autres, plus une vingtaine de villes en Russie qui seront arrêtées l’année suivante. En 1992, Estonian Air devient membre de l’International Air Transport Association (IATA) et de l’IATA Clearing House.
Estonian Air reçoit son premier Boeing 737-500 en 1995, pris en crédit-bail auprès d’ILFC, puis un deuxième et deux Fokker 50 fournis par la compagnie danoise Maersk Air en 1996, qui lui permettent de retirer ses avions russes fournis par Aeroflot.
En 1996, le gouvernement estonien décide de privatiser en partie la compagnie, et 66 % des actions sont achetées par Maersk Air (49 %) associée à des banquiers d’investissements estoniens, Cresco Ltd. (17 %). et Maersk Air 49 %.
En 1999, Estonain Air partage ses codes avec Scandinavian Airlines System et intègre son programme de fidélité EuroBonus. La compagnie scandinave rachète les parts de Maersk Air en 2003
En juin 2007, elle lance Estonian Air Regional pour desservir les pays voisins, les premiers vols ayant lieu à l’automne en Saab 340. L’année suivante, alors qu’elle exploite une flotte de quatre Boeing 737-500, deux Boeing 737-300 et deux Saab, Estonian Air annonce la commande de trois Bombardier Canadair CRJ-900, mais la crise financière stoppe la transaction, les deux premiers étant finalement livrés en 2011.
En novembre 2015, la Commission européenne a conclu après une enquête que la compagnie Estonian Air avait reçu de la part de l’État estonien des aides publiques incompatibles avec les règles européennes, qui ont donné à la compagnie aérienne un « avantage indu » sur ses concurrents. La commission européenne a de ce fait exigé que cette dernière rembourse la somme de 91 millions d'euros à l'Estonie. Estonian Air, en grande difficulté financière, a annoncé sa faillite.
Le gouvernement estonien a annoncé la création d'une nouvelle compagnie aérienne, Nordic Aviation Group.

## Partage de codes
Actuellement Estonian Air pratique le partage de code avec les compagnies suivantes :
| - Aeroflot (SkyTeam) - Air France (SkyTeam) - Belavia - Brussels Airlines (Star Alliance) | - KLM (SkyTeam) - Rossiya - SAS (Star Alliance) |

## Flotte
Au 13 octobre 2015, la flotte de Estonian Air consiste en:

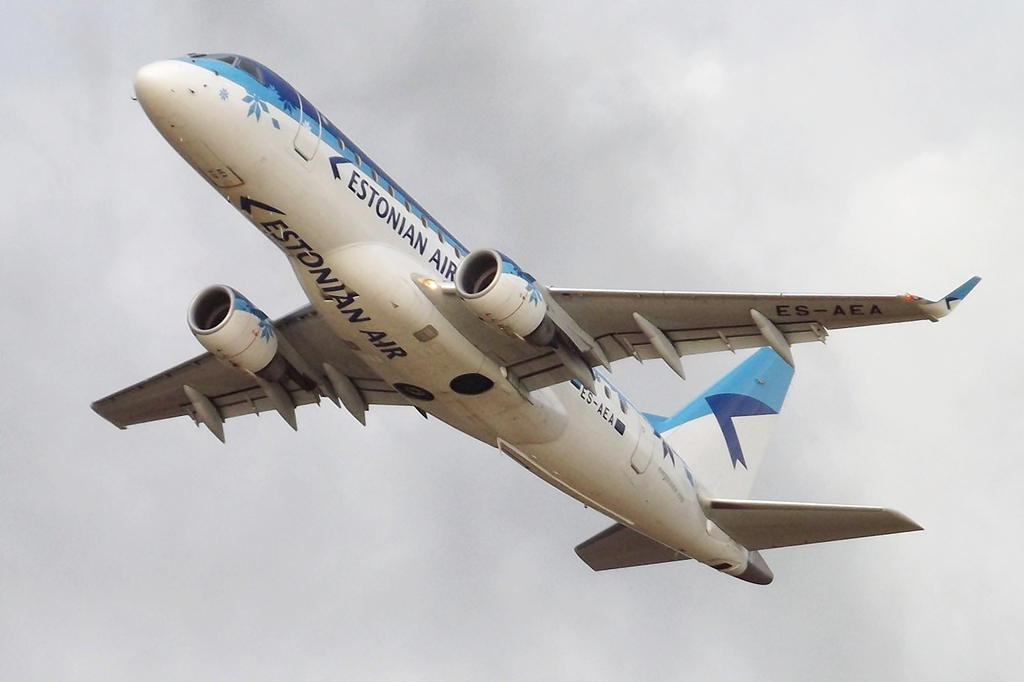
Un Embraer E-170 d'Estonian AIr.

## Estonian Air Regional
Estonian Air a créé en 2007 une filiale Estonian Air Regional (100 %), composé d'une flotte de 2 Saab 340, réalisant des vols réguliers.